# A Fantástica Máquina de Sonhos
A Fantástica Máquina de Sonhos é uma websérie produzida e exibida pelo SBT, estreando inicialmente na plataforma TV ZYN do serviço de streaming SBT Vídeos no dia 3 de agosto de 2021. Foi exibida na TV Aberta entre os dias 2 e 9 de outubro de 2021, em formato de telefilme, como parte das comemorações aos 40 anos do SBT e em comemoração ao Dia das Crianças.

## Enredo
Depois de descobrirem que a teledramaturgia está parada, e talvez nunca mais volte a produzir novelas, Naty (Sophia Safira), Joca (Enzo Ignácio), Beto (Felipe Costa) e Luna (Beatrice César) entram nos estúdios do SBT com uma missão: achar a lâmpada mágica e fazer com que a Máquina de Sonhos volte a funcionar. 
Com a ajuda de Vitório (Pedro Caetano), eletricista e pai de Naty, e Jorgina (Fran Ferraretto), a segurança atrapalhada, o quarteto vai enfrentar grandes desafios nessa missão contra Ícaro (Victor Bittow), o diretor de programação ganancioso que detesta a teledramaturgia e está determinado a impedi-los.
Lutando por algo maior do que eles mesmos, Naty e seus amigos descobrirão que juntos, com perseverança, coragem e amor, tudo é possível. 

## Curiosidades
- A série faz referência a fundação do SBT, especialmente quando cita Silvio Santos na criação da Máquina de Sonhos.[3]
- Outra referência usada na série é sobre a paralisação das produções devido á Pandemia de COVID-19.[3]

## Elenco
| Intérprete         | Personagem          |
| ------------------ | ------------------- |
| Sophia Safira      | Naty                |
| Felipe Costa       | Beto                |
| Enzo Ignácio       | Joca                |
| Beatrice César     | Luna                |
| Pedro Caetano      | Vitório             |
| Fran Ferraretto    | Jorgina             |
| Victor Bittow      | Ícaro               |
| Thiago Franzé      | Jonathan            |
| Sophia Valverde    | Poliana / Ela mesma |
| Igor Jansen        | João / Ele mesmo    |
| Bela Fernandes     | Filipa              |
| Bianca Rinaldi     | Íris Abravanel      |
| Viih Tube          | Hebe Camargo        |
| Júlio Cocielo      | Ele mesmo           |
| João Pedro Delfino | Ícaro (criança)     |